# Euderces laevicauda
Euderces laevicauda är en skalbaggsart som beskrevs av Bates 1885. Euderces laevicauda ingår i släktet Euderces och familjen långhorningar.
Artens utbredningsområde är Guatemala. Inga underarter finns listade i Catalogue of Life.